# 恆香老餅家

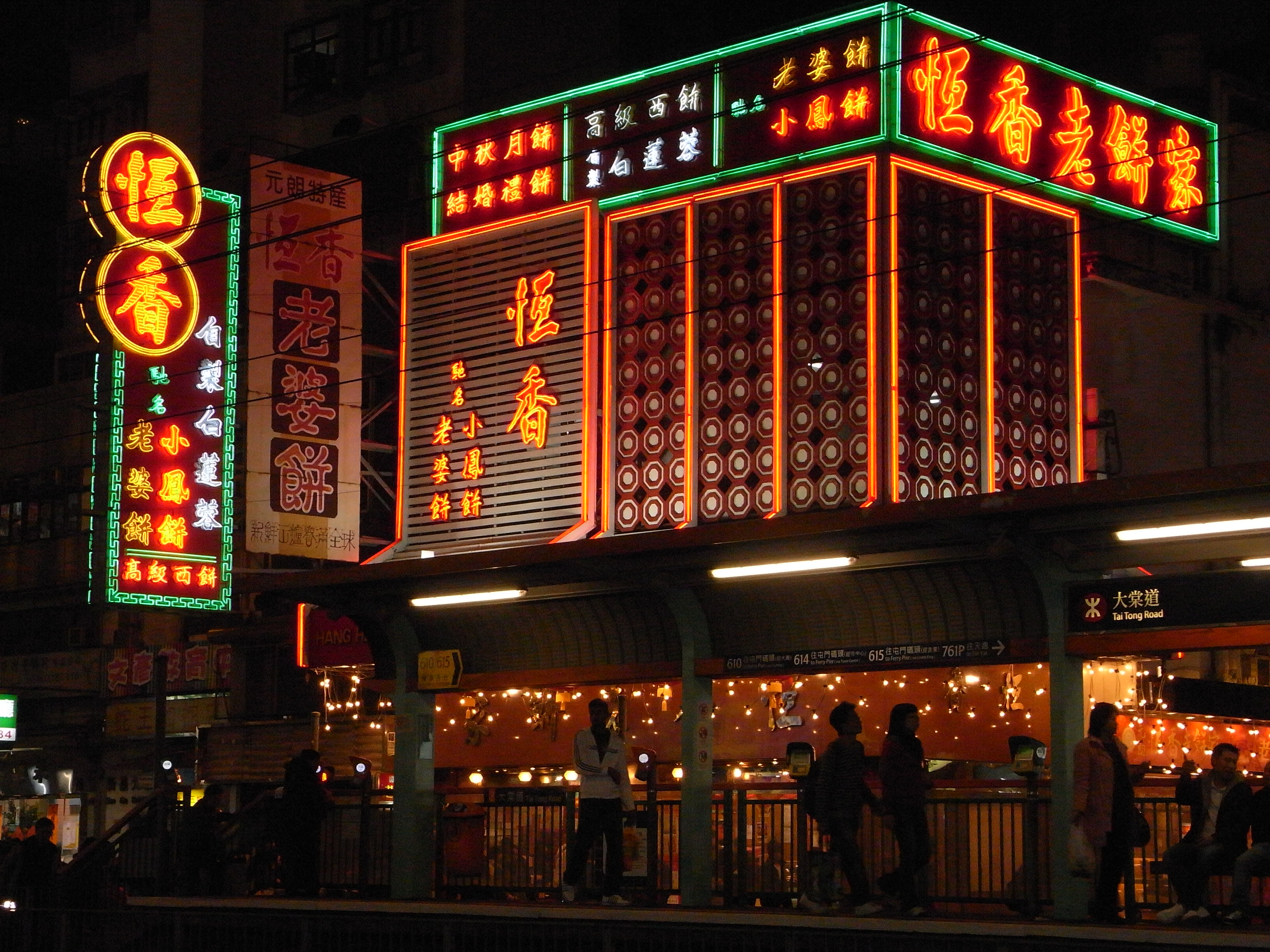
翻新前的恆香老餅家元朗大馬路店（2010年）

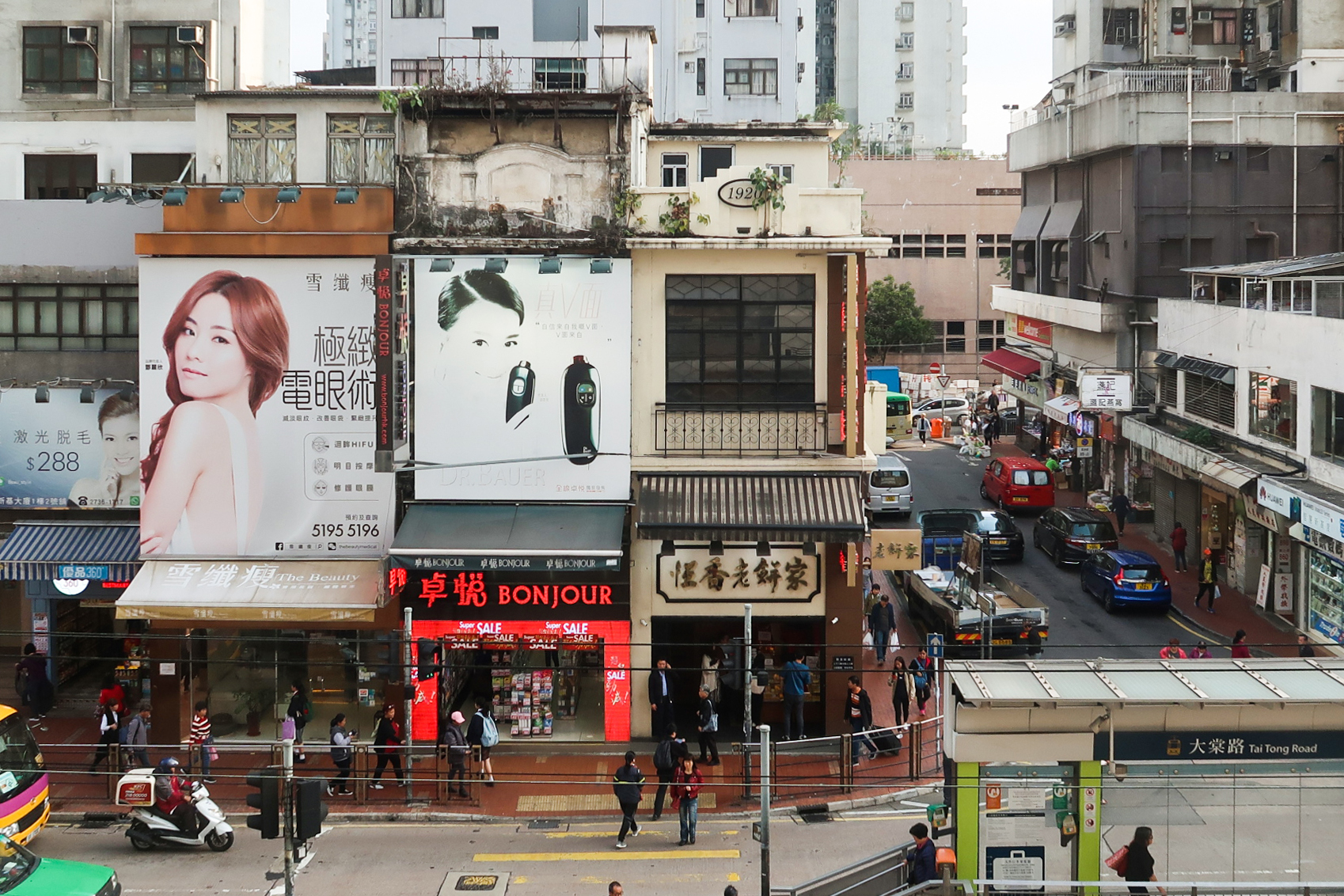
2012年翻新後的恆香老餅家元朗大馬路店，原有的夜燈裝飾被移除，店舖面積亦縮細（2019年）

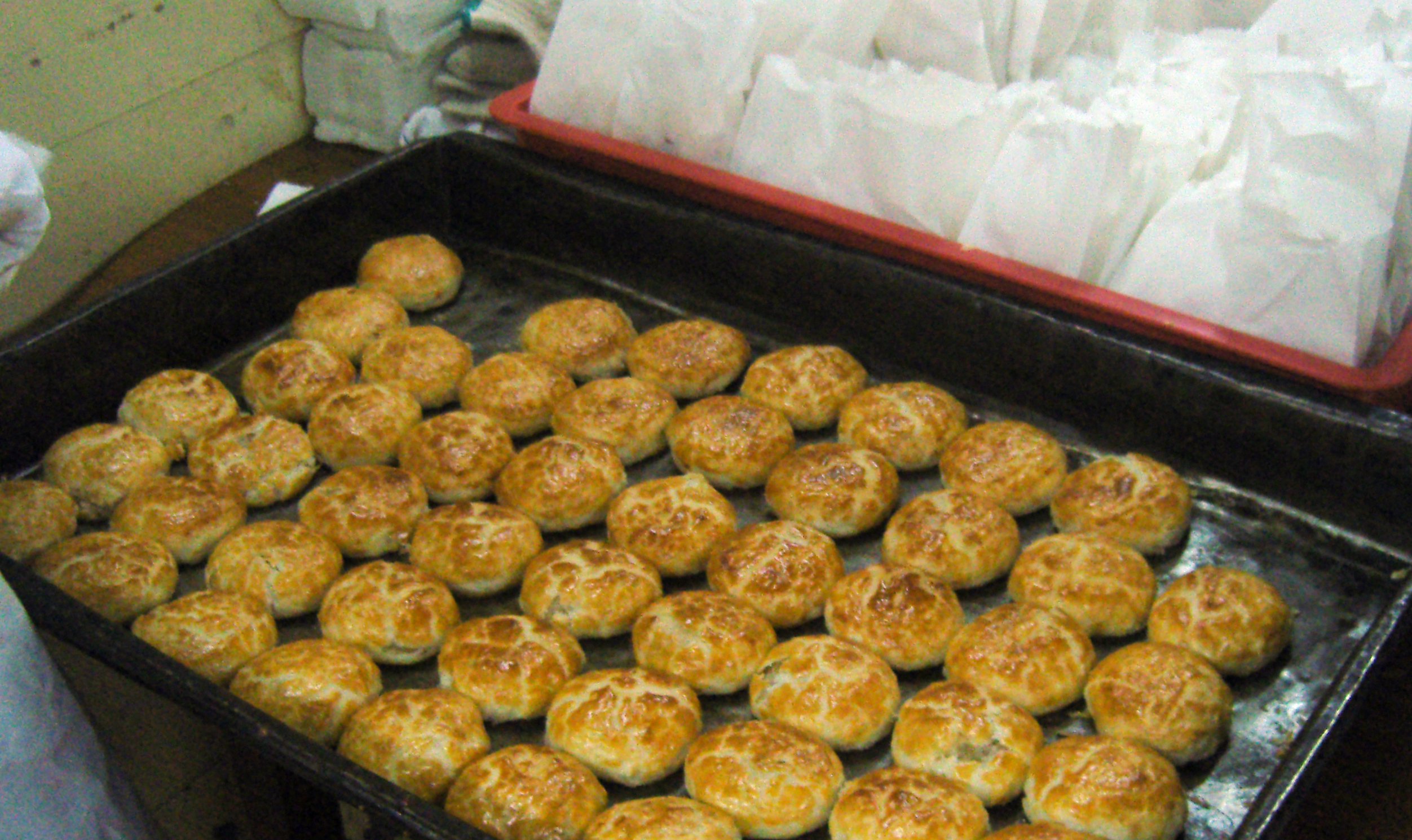
恆香工場新鮮出爐的老婆餅

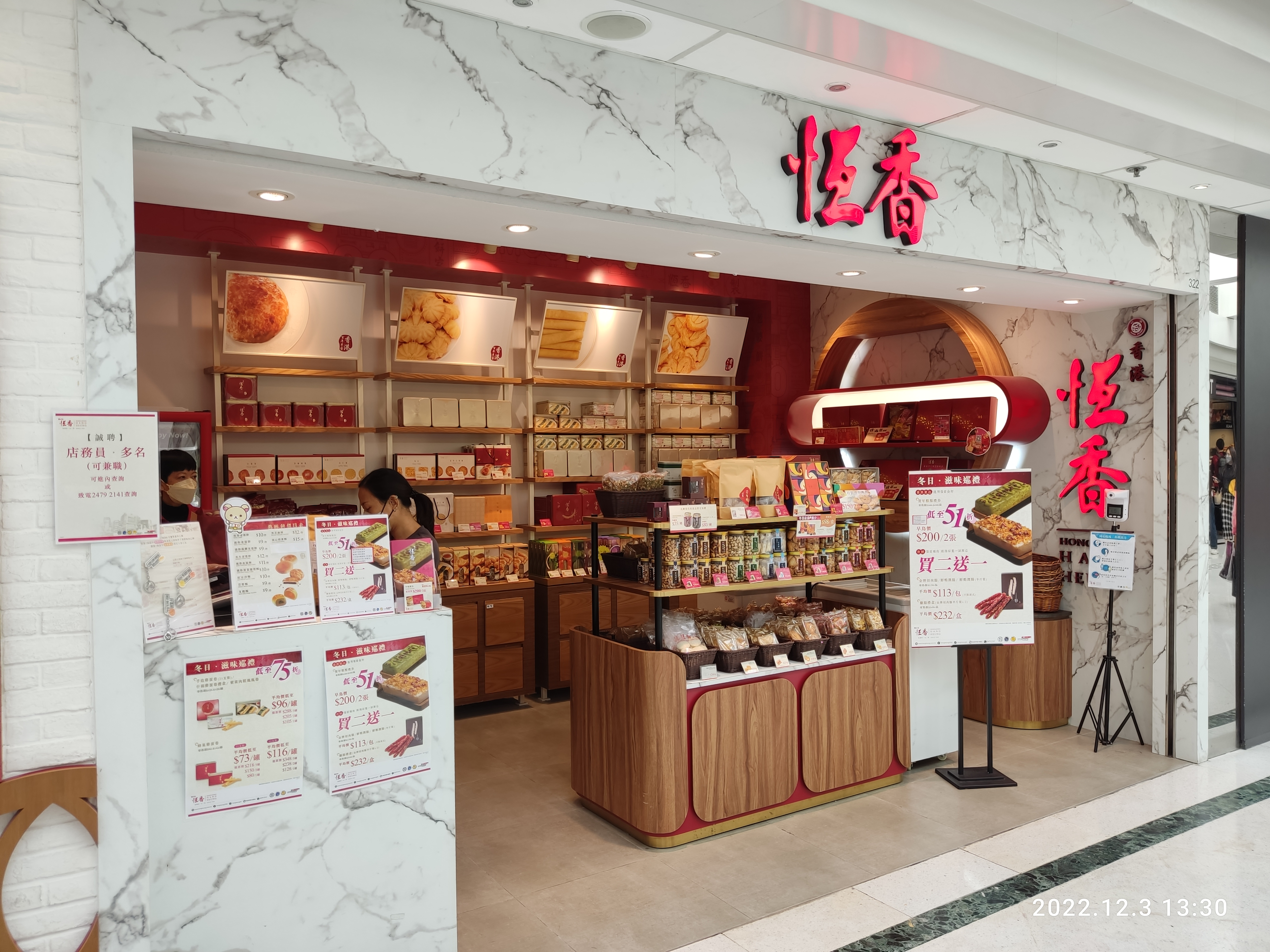
恆香在九龍灣德福廣場的分店

恆香老餅家（英語：Hang Heung Cake Shop）是香港一間傳統中式餅家，總店位於新界元朗區元朗大馬路64至66號，以老婆餅、雞仔餅、嫁女餅及月餅等傳統餅食著稱。

## 歷史
恆香老餅家在香港自設工場，位於大棠路和十八鄉路交界，每天製作老婆餅超過25,000個，其工場開放予團體參觀；而一些旅行團亦把恆香作為旅遊點之一。恆香亦在香港其他地區設有分店。1999年，恆香取得香港十大品牌獎項。
恆香老餅家起源於1920年，早期為傳統茶樓恆香棧，至40年代轉名為恆香酒家，提供傳統點心及小菜。自60年代轉型後，恆香在中式餅食零售市場中家傳戶曉。恆香製餅廠位於大棠路和十八鄉路交界，於香港自設廠房每天新鮮製餅，經營的產品種類逾100種，每天製作老婆餅超過25,000個。恆香老婆餅、雞蛋卷及自家首創的白蓮蓉月餅更是馳名中外。其製餅廠開放予團體參觀；而一些旅行團亦把恆香作為旅遊景點之一。恆香亦在香港其他地區設有分店。「恆香」於1999年榮獲首屆「香港名牌」殊榮，2018年獲頒授「香港卓越名牌」獎項，2019年更榮獲「香港名牌十年成就獎」，認證了「恆香」一直重視產品和服務質素的宗旨。「恆香」展望將來，繼續以優質的食材結合傳統手工文化，秉持實幹與啟動創新相結合，為推動「百年餅業」持續、健康地傳承下去。

## 品牌商標事件
由於恆香老餅家及其產品享負盛名，在不同年代都出現過藉恆香之名而魚目混珠的冒牌產品。最近一次為2020年的冒牌恆香月餅事件——有客人手持冒牌月餅券到恆香門店領取月餅，職員認出為冒牌月餅券，故此報海關處理。海關隨後拘捕涉事人鄭鴻杰，而鄭鴻杰聲稱自己為恆香傳人，有權以「恆香餅家」的名義生產月餅。恆香老餅家舉行記者招待會釐清事實：恆香成立於1920年，1945年起由蔡、鍾、屈及兩家姓鄭共五家人合作經營。1971年掌舵人鄭煜文先生仙遊後，將旗下的恆香業務傳予自10歲起於恆香隨父親工作、一直主理生產的次子鄭鴻均先生。鄭煜文先生子女眾多，鄭鴻杰排行第四。雖然鄭鴻均先生得以繼承父親的業務，但顧念手足之情，願意把家業跟其他兄弟姊妹共享。自2001年起，鄭鴻杰由於財務問題向財務公司借貸，並把他和他家族持有的恆香股份抵押予財務公司，其後由於無力償還債務，導致多宗官司纏身，更令個人及公司陷入財困，並曾多次拖欠員工薪酬。2009年左右，財務公司先後把抵押品——即恆香股份——出售予第三方，從此公司由新經營者管理。自2009年12月24日起，公司跟鄭鴻杰先生再無業務、經營、營運、股權或管理上的關係。
2017年，現任行政總裁王偉樑先生自當時的經營者手上入股「恆香老餅家有限公司」，而恆香品牌商標，以及所有跟生產有關的食譜、設備、儀器及工具均屬恆香老餅家有限公司的資產。入股之後，他重組董事局，並邀請恆香鄭氏傳人——一直跟隨父親學藝及負責生產的鄭鴻均先生，以及蔡氏後人蔡植生先生加盟擔任董事，保留所有員工，包括三代傳承的製餅師傅，並投入超過半億資金，重整公司及作為公司發展之用。目的是為了保存品牌的優秀傳統，並以更完善、更追得上時代的管理方式經營，令這個家傳戶曉的香港品牌得以長遠發展。
得知早已變賣家業的鄭鴻杰以「恆香餅家」之名，發售於東莞生產的冒牌恆香月餅，恆香老餅家發表嚴正聲明：「以『恆香』之名、以製造中式餅食為業務的只有『恆香老餅家有限公司』為唯一合法及正規經營者，正貨恆香月餅全部於香港製造，秉承恆香百年經驗、質量及口碑。對於坊間有人挾『恆香』之名，以冒牌貨品魚目混珠，蒙騙市民，我們深感痛心，在此予以嚴厲譴責，並釐清事實：『恆香餅家』是鄭鴻杰於2020年7月成立及持有，並無得到『恆香老餅家有限公司』的股東同意，亦並非『恆香』相關公司，採用『恆香』二字混淆視聽，除了令消費者蒙受損失之外，亦已觸犯法律，現由執法部門處理。」
為免市民大眾被誤導，招致無謂損失，恆香老餅家特別引入「真的碼」認證系統——只需下載名為「REAL Barcode真的碼」的手機程式，開啟使用時，對準月餅盒旁標籤上的條碼，程式會標示出正貨恆香月餅，並出示產品資料。自2020年起，所有鐵盒裝恆香雙黃蓮蓉月已採用此認證系統，隨後的恆香產品亦會逐漸加上「真的碼」，方便消費者識認，提防假冒。

## 外部連結
- 恆香老餅家官網 （页面存档备份，存于）
- U Magazine 62期，別冊
- 出色設計策略，讓品牌叫好又賣座 （页面存档备份，存于） 貿發網 tdctrade.com
- 恆香老餅家 （页面存档备份，存于） openrice.com
- 恒香老餅家內訌 董事互告 （页面存档备份，存于）《文匯報》
- 股權紛爭 恒香品味一族各入稟[永久]《新報》
- 恒香第二代股東互告[永久]《明報》

22°26′39″N 114°01′49″E / 22.4443°N 114.0303°E